# いいことあるさ
「いいことあるさ」は、日本のロックバンド、ザ・コレクターズ(THE COLLECTORS)の9枚目のシングルである。

## 概要
「涙のレインボーアイズ」、「GLORY DAYS」に続き、1996年に発売された3枚目のシングルである。表題曲がフジテレビ系アニメ『こちら葛飾亀有公園前派出所』のエンディングテーマにタイアップされたこともあり、ジャケットはザ・コレクターズのメンバーと、アニメ及び原作の主人公の両津勘吉が描かれている。

## 収録曲
- 全作詞・作曲：加藤ひさし

1. いいことあるさ [3:52]
  - ミュージック・ビデオに、幼い頃の栗原類が出演している。
2. 恋はLet's Go! (LIVE VERSION) [2:52]
3. いいことあるさ (Original Karaoke) [3:52]

## 収録アルバム

### ザ・コレクターズ
- MIGHTY BLOW（#2、アルバム・バージョン）
- MIGHTY BLOW (+7) ※紙ジャケット再発盤（#1,#2,#2、アルバム・バージョン）
- RETROSPECTIVE (#1)
- all time favorite （#1）
- THE REVIVAL OF TRIAD ［2015］ MINI BEST -THE COLLECTORS (#1)

### その他アルバム
- こちら葛飾区亀有公園前派出所～音楽集～ (#1、TVサイズ)
- 「こちら葛飾区亀有公園前派出所」音楽集2 (#1、TVサイズ)
- こち亀百歌選～主題歌ベストコレクション～ (#1)

## タイアップ
- いいことあるさ - フジテレビ系アニメ『こちら葛飾区亀有公園前派出所』エンディングテーマ
- 元のメロディ - Village Peopleの曲「ゴー・ウエスト」からメロディーを借りました